# Judith Weir
Judith Weir (ur. 11 maja 1954 w Cambridge) – brytyjska kompozytorka pochodzenia szkockiego.

## Życiorys
Studiowała prywatnie u Johna Tavenera, następnie uczyła się muzyki komputerowej u Barry’ego Vercoe w Massachusetts Institute of Technology (1973). W latach 1973–1976 uczęszczała na kurs kompozycji u Robina Hollowaya w King’s College w Cambridge. W 1975 roku uczestniczyła w letnim kursie muzycznym u Gunthera Schullera i Oliviera Messiaena w Tanglewood. Była kompozytorką-rezydentką w Southern Arts Association (1976–1979) i Royal Scottish Academy of Music and Drama (1988–1991). Od 1979 do 1982 roku wykładała na University of Glasgow. W latach 1983–1985 była stypendystką Trinity College w Cambridge. Od 1995 do 1997 roku pełniła funkcję Fairbairn Composer in Association przy City of Birmingham Symphony Orchestra. W latach 1995–2000 była dyrektorką artystyczną Spitalfields Festival w Londynie.
Komandor Orderu Imperium Brytyjskiego (1995). W 1997 roku otrzymała Stoeger Prize, przyznawaną przez Lincoln Center. W 2014 roku objęła po Peterze Maxwellu Daviesie funkcję Master of the Queen’s Music, stając się pierwszą w historii kobietą na tym stanowisku.

## Twórczość
W swojej twórczości sięga zarówno po tradycyjne, jak i współczesne techniki kompozytorskie. Posługuje się często techniką heterofonii i ostinata, sięga także po elementy szkockiej muzyki ludowej. Ważne miejsce w jej dorobku zajmują utwory sceniczne o zróżnicowanej tematyce, oparte na tak różnorodnych motywach, jak klasyczny dramat chiński z epoki Yuan i średniowieczne sagi skandynawskie.

## Wybrane kompozycje
(na podstawie materiałów źródłowych)

### Utwory orkiestrowe
- Wunderhorn (1978)
- Isti Mirant Stella (1981)
- The Ride Over Lake Constance (1984)
- Sederunt Principes na orkiestrę kameralną (1987)
- Music, Untangled (1991, wersja zrewid. 1992)
- Heroic Strokes of the Bow (Heroische Bogenstriche) (1992)
- Forest (1995)
- Koncert fortepianowy (1996–1997)
- Certum ex Incertis (1998)
- The Welcome Arrival of Rain (2001)

### Utwory kameralne
- Out of the Air na flet, obój, klarnet, róg i fagot (1975)
- Harmony and Invention na harfę (1978, wersja zrewid. 1980)
- King Harald Sails to Byzantium na flet, klarnet, skrzypce, wiolonczelę, fortepian i marimbę (1979)
- Pas de Deux na skrzypce i obój (1980)
- Several Concertos na flet, wiolonczelę i fortepian (1980)
- Sonata wiolonczelowa (1980)
- Music for 247 Strings na skrzypce i fortepian (1981)
- Śpij Dobrze (Pleasant Dreams) na kontrabas i taśmę (1983)
- A Serbian Cabaret na skrzypce, altówkę, wiolonczelę i fortepian (1984)
- Sketches from a Bagpiper’s Album na klarnet i fortepian (1984)
- The Bagpiper’s String Trio na skrzypce, altówkę i wiolonczelę (1985)
- Airs from Another Planet na flet, obój, klarnet, fagot, róg i fortepian (1986)
- Gentle Violence na flet piccolo i gitarę (1987)
- Mountain Airs na flet, obój i klarnet (1988)
- Distance and Enchantment na fortepian, skrzypce, altówkę i wiolonczelę (1989)
- Kwartet smyczkowy (1990)
- I Broke Off a Golden Branch na skrzypce, altówkę, wiolonczelę, kontrabas i fortepian (1991)
- El Rey de Francia na skrzypce, altówkę, wiolonczelę i fortepian (1993)
- Musicians Wrestle Everywhere na 10 wykonawców (1994)
- Sleep Sound Ida Mornin’ na 2 skrzypiec (1995)
- The Story Behind the Song is Forgotten na flet, obój, klarnet, fortepian, wiolonczelę i perkusję (1997)
- Trio fortepianowe (1997–1998)
- Free Standing Flexible Structure na zespół kameralny (1998)
- Unlocked na wiolonczelę (1998)

### Utwory fortepianowe
- An Mein Klavier (1980)
- The Art of Touching the Keyboard (1983)
- Michael’s Strathspey (1985)
- Ardnamurchan Point na 2 fortepiany (1990)
- Roll Off the Ragged Rocks of Sin (1992)
- The King of France (1993)

### Utwory organowe
- Wild Mossy Mountains (1982)
- Ettrick Banks (1985)

### Utwory wokalno-instrumetalne
- 25 Variations na sopran i 6 instrumentalistów (1976)
- Black Birdsong na baryton, flet, obój, skrzypce i wiolonczelę (1977)
- Scotch Minstrelsy na tenora lub sopran i fortepian (1982)
- Ascending Into Heaven na chór i organy (1983)
- llluminare, Jerusalem (Jerusalem, Rejoice for Joy) na chór i organy (1985)
- Songs from the Exotic na głos średni i fortepian (1987)
- Lovers, Learners, and Libations na mezzosopran, tenora, baryton i zespół instrumentów dawnych (1987)
- A Spanish Liederbooklet na sopran i fortepian (1988)
- Missa del Cid na chór i recytatora (1988)
- The Romance of Count Arnaldos na sopran i 5 instrumentalistów (1989)
- Don’t Let That Horse na sopran i róg (1990)
- Ox Mountain Was Covered by Trees na sopran, kontratenora, baryton i orkiestrę (1990); także wersja na sopran, kontratenora i fortepian (1997)
- On Buying a Horse na głos średni i fortepian (1991)
- The Alps na sopran, klarnet i altówkę (1992)
- Broken Branches na sopran, fortepian i kontrabas (1992)
- 2 Human Hymns na chór i organy (1994)
- Our Revels Now Are Ended na głosy żeńskie i zespół kameralny (1995)
- Moon and Star na chór i orkiestrę (1995)
- Sanctus na chór i orkiestrę (1995)
- Horse d’oeuvres na mezzosopran i orkiestrę (1996)
- Ständchen na baryton i fortepian (1997)
- Storm for Youth na chór i zespół kameralny (1997)
- My Guardian Angel na chór i publiczność (1997)
- Natural History na sopran i orkiestrę (1998)
- All the Ends of the Earth na chór, 3 perkusistów i harfę (1999)

### Opery
- King Harald’s Saga na sopran solo (1979)
- opera dziecięca The Black Spider (1984, wyst. Canterbury 1985)
- dramat muzyczny The Consolations of Scholarship na sopran i zespół kameralny (1985)
- Night at the Chinese Opera (1986–1987, wyst. Cheltenham 1987)
- opera taneczna Heaven Ablaze in His Breast na chór, 2 fortepiany i 8 tancerzy (1989)
- The Vanishing Bridegroom (wyst. Glasgow 1990)
- Popular Tales of the West Highlands (1990, wyst. Glasgow 1990)
- opera telewizyjna Scipio’s Dream (wyk. telewizja BBC 1991)
- Blond Eckbert (1993, wyst. Londyn 1994)
- opera telewizja Armida (wyk. telewizja BBC 2005)